# Khu Trị Thiên Huế
Khu Trị Thiên Huế (hoặc Khu Trị Thiên), là một đơn vị hành chính - quân sự cũ ở vùng Bắc Trung Bộ Việt Nam trong Chiến tranh Việt Nam, do Bộ Chính trị của Chính phủ Việt Nam Dân chủ Cộng hòa chỉ thị cho Quân ủy Trung ương quyết định thành lập từ tháng 4 năm 1966 và giải thể vào tháng 4 năm 1975 trên cơ sở kết hợp giữa 2 tỉnh Quảng Trị, Thừa Thiên và Thành phố Huế, tách ra độc lập với Liên khu V để thuận tiện cho việc chỉ đạo, tác chiến và xây dựng lực lượng vũ trang cho khu vực. Trong đó gồm Khu ủy Trị Thiên Huế phụ trách công tác lãnh đạo chung về mặt Đảng, quần chúng nhân dân... đồng thời chịu trách nhiệm phối hợp với Quân khu Trị Thiên Huế (Mặt trận B4) và Mặt trận đường 9 - Bắc Quảng Trị (Mặt trận B5) chỉ đạo tác chiến quân sự trên địa bàn 2 tỉnh Quảng Trị và Thừa Thiên Huế.
Sau khi đất nước thống nhất vào tháng 4 năm 1975, Khu ủy Trị Thiên Huế giải thể, thành lập lại các Tỉnh ủy Quảng Trị và Thừa Thiên rồi sau đó hợp nhất 3 tỉnh Quảng Bình, Quảng Trị và Thừa Thiên Huế thành tỉnh Bình Trị Thiên vào đầu năm 1976.

## Di tích lịch sử hiện nay
Địa đạo Khu ủy tại xã Hương Vân, thị xã Hương Trà, tỉnh Thừa Thiên Huế đã được công nhận Di tích quốc gia từ năm 1996.
Trụ sở Khu ủy tại xã Ba Nang, huyện ĐaKrông, tỉnh Quảng Trị (hiện chỉ còn lại những dấu tích về trụ sở xưa như: hệ thống giao thông hào, nền móng của nhà hội trường giao ban, nhà ở, sân khấu biểu diễn văn nghệ, giếng nước…) cũng đã được Ủy ban nhân dân tỉnh Quảng Trị ra quyết định công nhận là Di tích lich sử cách mạng cấp tỉnh vào tháng 6 năm 2004.